# Fort Valley
Fort Valley és una població dels Estats Units a l'estat de Geòrgia. Segons el cens del 2000 tenia 8.005 habitants.

## Demografia
Segons el cens del 2000, Fort Valley tenia 8.005 habitants, 3.050 habitatges, i 1.878 famílies. La densitat de població era de 586,5 habitants/km².
Dels 3.050 habitatges en un 30,6% hi vivien nens de menys de 18 anys, en un 25,9% hi vivien parelles casades, en un 30,9% dones solteres, i en un 38,4% no eren unitats familiars. En el 29,1% dels habitatges hi vivien persones soles el 10,4% de les quals corresponia a persones de 65 anys o més que vivien soles. El nombre mitjà de persones vivint en cada habitatge era de 2,57 i el nombre mitjà de persones que vivien en cada família era de 3,2.
Per edats la població es repartia de la següent manera: un 27,3% tenia menys de 18 anys, un 16,9% entre 18 i 24, un 26% entre 25 i 44, un 18,3% de 45 a 60 i un 11,4% 65 anys o més.
L'edat mediana era de 28 anys. Per cada 100 dones de 18 o més anys hi havia 81,8 homes.
La renda mediana per habitatge era de 19.646 $ i la renda mediana per família de 24.206 $. Els homes tenien una renda mediana de 27.016 $ mentre que les dones 20.110 $. La renda per capita de la població era de 10.815 $. Entorn del 31,8% de les famílies i el 37,7% de la població estaven per davall del llindar de pobresa.

## Poblacions més properes
El següent diagrama mostra les poblacions més properes.